# Лаборатория музееведения
Лаборатория музееведения — научно-методическая база Министерства культуры России, методический центр Российской Федерации по оказанию научно-методической помощи в области новейшей отечественной истории музеям исторического профиля и отделам истории краеведческих музеев Российской Федерации, существовавшая в структуре Государственного центрального музея современной истории России в 1979—2015 гг.

## Предыстория
Место Музея современной истории России как научно-методического центра для музеев исторического и историко-революционного профиля страны почти с самого момента его образования в 1924 г. как Музея революции СССР определялось его ведущей ролью в музейной презентации тематики по истории XX в., включающей прежде всего предпосылки и осуществление революций 1917 г. в России, становление и развитие нового общества.
Научно-методическую помощь музеям страны в области пропаганды истории и идей советского общества новый музей — Музей революции СССР стал выполнять уже с конца 20-х гг. XX в. Для этого в 1927 г. в Музее был создан Методкабинет. 

В справочнике «Музей революции СССР» 1930 г. указывалось, что Музей является единственным «инструктивным центром» для историко-революционных музеев, создающихся во всей стране. Для местных музеев был разработан специальный план методической работы, в котором предусматривались и конференции, и обучение сотрудников местных музеев, и публикации, и создание методических рекомендаций.
В 1964 г. Музей по решению МК СССР стал одним из 9 головных музеев, выполнявших координацию деятельности и научно-методическое руководство государственными музеями РСФСР в области истории советского общества. В 1968 г. Государственный музей Революции был передан из ведения Министерства культуры РСФСР в Министерство культуры СССР. Соответственно научно-методические функции Музея значительно расширились — он стал выполнять обязанности по научно-методическому руководству деятельностью музеев революции и отделов истории советского общества исторических и краеведческих музеев в союзных республиках.
В 1969 г. первым среди музеев страны теперь уже Центральный музей революции СССР получил статус научно-исследовательского учреждения. В соответствии с Положением, утвержденным Министром культуры СССР 24 ноября 1969 г., Музей рассматривался как научно-исследовательское учреждение первой категории, хранилище музейных памятников материальной и духовной культуры по истории с конца XIX в. до наших дней; научно-исследовательский центр по собиранию, изучению и введению в научный оборот памятников по истории и культуре нашей страны XX в.; головной музей по научно-методическому руководству деятельностью музеев революции союзных республик и отделов истории советского общества исторических и краеведческих музеев СССР.
Реализация Положения о музее 1969 г. требовала разработки и реализации как исторической, так и музееведческой тематики. Музей быстро рос: велось обширное комплектование коллекций, создавались новые разделы экспозиции, выставки, расширялась работа с посетителями. На этой базе в соответствии с поставленными задачами проводилась разнообразная работа с профильными музеями: консультации, семинары, стажировки сотрудников местных музеев по актуальным проблемам истории XX в. и музейного дела. Музей рассылал периферийным музеям подготовленные фотокомплекты по различной тематике, копии документов и фотографий для использования в экспозиции.
В советский период в музеях исторического профиля начала формироваться экспозиция нового типа — тематическая. Она требовала не только музейного представления событий и соответственно их памятников, но и раскрытия причин и следствий этих событий. Содержание ее было образовательно- пропагандистским, отвечающим задачам обучения и убеждения. К ней предъявлялось много требований не только музейного, но и идеологического характера: классовый подход к представлению истории, презентация обязательных тем, новых по отношению к тому, что обычно представлялось в музеях (например, показ руководящей роли партии, интернационализма и др.), показ всегда поступательного и прогрессивного развития общества и пр. Не оставались в стороне и способы реализации таких экспозиций. Поэтому Музей революции активно разрабатывал методические рекомендации по построению и наполнению материалами экспозиций по соответствующей тематике. Конечно, условия жизни были таковы, что это, к сожалению, вело, к унификации экспозиций всех музеев исторического и историко-революционного профиля. Положительным моментом здесь было то, что методические рекомендации помогали достаточно грамотно и разнообразно формировать коллекции региональных музеев по таким ранее неведомым и сложным темам как история XX в., то есть — современность. Предлагалось собирать материалы не только по конкретным историческим событиям, но и по развитию политической системы, экономике, культуре, образованию, важнейшим социальным проблемам. Эти материалы и составляют сегодня важную базу фондовых коллекций музеев исторического профиля по истории XX в. Сотрудники Центрального музея революции оказывали помощь и в создании местных музеев с выездом на места. Так, Музей участвовал в создании мемориального музея-заповедника в Шушенском.
С 1968 г. Музей начал выпускать ежегодный межмузейный сборник «Музейное дело в СССР», материалы которого носили научно-методический характер. Авторами его были сотрудники музеев страны, чаще всего музеев союзных республик и самых крупных музеев РСФСР. С 1972 г. стали регулярно выходить «Труды Центрального музея революции СССР». В них печатались материалы, посвященные общим вопросам деятельности музея, его экспозиции и фондам, материалы научных сессий. В эти же годы активно создавались каталоги музейных коллекций.
Однако тематика истории современного периода с трудом входила в практику экспозиций и комплектования фондов региональных музеев. В 1974 г. Научно-методический совет по работе музеев при МК СССР разработал схему координации научной работы в области истории советского общества в масштабах страны, республики, края (области), района. В соответствии с ней в систему координации Центрального музея революции СССР как одного из головных музеев страны были включены 43 музея революции, исторические музеи союзных республик, а также крупнейшие областные, краевые и республиканские музеи РСФСР. Предполагалось на основе перспективных планов этих музеев создать сводный план научно-исследовательской работы по данной тематике. Первый план был разработан на 1976—1980 гг. Однако, в то же время работу ЦМР СССР по координации деятельности музеев по разработке и презентации проблем истории советского общества правительство посчитало недостаточной.
К этому времени в системе организации музейного дела в стране сложились два основных научно-методических центра для музеев исторического профиля: Государственный исторический музей — по проблемам досоветской истории на территории СССР (подчинялся Министерству культуры РСФСР) и Центральный музей революции СССР, находившийся в подчинении Министерства культуры СССР, по истории XX в. Кроме того, ЦМР СССР был ведущим центром по координации научно-исследовательской работы головных и зональных музеев союзных и автономных республик в области истории советского общества. В начале 1983 г. разработанный ЦМР СССР координационный план сотрудничества центральных научно-методических учреждений страны — ЦМР СССР, НИИ культуры и ГИМа на 1984—1990 гг. был принят и утвержден Министерством культуры СССР. Необходимо было активное музееведческое и методическое обеспечение его реализации.
В системе Министерства культуры РСФСР с 1966 г. работал также и НИИ музееведения, охраны памятников истории и культуры (с 1969 г. НИИ культуры). Институт активно занимался историей, теорией и практикой музейного дела в России. В системе Министерства культуры СССР аналогичного учреждения не было.

## Основание Лаборатории музееведения

Юрий Петрович Пищулин - первый руководитель лаборатории в 1978-1983 годах

Центральный музей революции наравне с проблемами разработки проблематики по истории СССР XX века занимался и музееведением: методикой научно-фондовой и научно-экспозиционной работы, проблемами комплектования, эффективной презентации современной истории и др. Он был крупным научно-методическим учреждением этого направления для музеев исторического профиля. Естественно, что именно на его базе в 1978 году была образована Лаборатория музееведения «в целях проведения научных исследований в области музееведения, разработки и внедрения современных научных принципов в музейную практику». Положение о Лаборатории музееведения было утверждено в марте 1979 г. Возможно, что ее создатели надеялись на преобразование ее в научно-исследовательский институт союзного подчинения в будущем. Однако этого не случилось.
Лаборатория стала музееведческим центром широкого профиля по разработке общетеоретических, методических, организационных проблем отечественного музееведения, актуальных проблем истории и организации музейного дела, музееведческой мысли и музейного источниковедения.
Такое же место она заняла по оказанию методической помощи музеям, методическим музееведческим центрам, учебным музееведческим заведениям в составлении учебных программ, создании методических пособий по музееведению, создании справочно-информационного фонда в области музееведения и пр. В основу работы Лаборатории были положены системный комплексный подход к организации научных исследований, экспериментальные исследования в базовых музеях и в ЦМР СССР, изучение, обобщение и распространение опыта музейной работы в стране и за рубежом.

## Структура

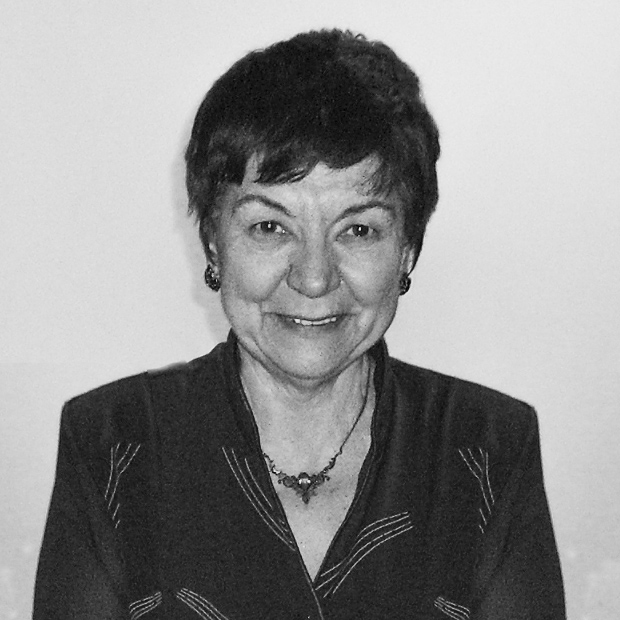
Ольшевская Галина Константиновна, в 1991—2015 годах — заведующая Лабораторией музееведения ГЦМСИР, фото 2006

В структуру Лаборатории вошли пять исследовательских направлений:

— «Теория и история музейного дела», 

— «Научно-фондовая работа музеев»,

— «Научно-экспозиционная работа музеев», 

— «Архитектурно-художественное проектирование экспозиции», 

— «Научно-просветительная работа музеев».
Руководители Лаборатории:

Пищулин Юрий Петрович (с 1979 по 1983), 

Арапова Людмила Ивановна (c 1983 по 1989), 

Колганов В. Н. (март 1989 по апрель 1990), 

Гнедовский Михаил Борисович (июнь 1990 по февраль 1991), 

Ольшевская Галина Константиновна (с 1991 по 2015).
С появлением Лаборатории Музей начал разрабатывать и издавать материалы не только методического, но и теоретического характера. 

Все сотрудники Лаборатории (около 30 человек) были молоды и полны энтузиазма. В их числе кроме специалистов гуманитарных профессий, в основном, историков, историков-архивистов, были психологи, художники. Многие и в их числе М. Б. Гнедовский, В.Ю Дукельский, В. Н. Фомин, К. М. Газалова, В. М. Суринов, Л. Н. Годунова, В. Е. Туманов, А. С. Балакирев, Л. И. Арапова, Н. И. Решетников, М. Е. Кучеренко, О. Л. Климашевская, В. Н. Цуканова, Е. Н. Рафиенко и др. внесли весомый вклад в развитие отечественного музееведения.

## 1980-е гг

### Издания
В научных трудах, подготовленных Лабораторией, поднимались и обсуждались вопросы о месте музеев в обществе, о сущности музея, о его социальных функциях, терминологические проблемы, проводились исследования музейного предмета, рассматривались проблемы формирования музейных коллекций, изучения посетителей, новые направления в организации музейной деятельности. Первым сборником, в котором активно участвовали сотрудники Лаборатории, был «Научное проектирование экспозиции по истории советского общества». В нем рассматривались как общие вопросы проектирования экспозиций в исторических и краеведческих музеях (статьи Ю. П. Пищулина, К. М. Газаловой, М. Б. Гнедовского и др.), так и вопросы проектирования новой экспозиции Музея революции (статьи Г. К. Ольшевской, С. Н. Гаранина).
Особым направлением в деятельности Лаборатории было изучение истории и историографии музейного дела. Эти темы долгое время практически не рассматривались отечественным музееведением. Работы НИИ культуры не могли заполнить эту лакуну. В стороне от изучения оставалось и такое направление как история музееведческой мысли. В Лаборатории этими вопросами начали заниматься в 1984 г.
В результате были переизданы все работы известного русского философа Н. Ф. Федорова (к тому времени в музейном мире почти забытые), связанные с ролью и местом музея в обществе, работы представителей русской экскурсионной школы И. М. Гревса, Н. П. Анциферова, Н. А. Гейнике, А. В. Бакушинского, А. Я. Закса, Б. Е. Райкова — отечественных музееведов первой половины XX в., также ставшие библиографической редкостью. Вышел сборник «Музееведение России в первой трети XX в.»..

Были опубликованы статьи и сборники, посвященные истории музейного строительства в стране, экспозиционно-выставочной и фондовой работе музеев. В 1988 г. был подготовлен информационно-справочный каталог «Исторические и краеведческие музеи СССР». В 1990 г. вышел каталог «Исторические музеи союзных стран». 

Силами сотрудников Лаборатории по заданию Министерства культуры СССР были разработаны «Основные направления развития и совершенствования музейного дела в СССР в XII пятилетке и на период до 2005 года». Распад СССР остановил работу с этой программой.

### Словарь «Музейные термины»
В конце 1980-х гг. Лаборатория совместно с НИИ культуры и другими музеями начала работу над созданием терминологического словаря. Уже в 1981 г. было выпущено ротапринтное издание словника «Музейные термины. Проект.», а в 1986 г. Словарь «Музейные термины» был издан. До 2010 г. он оставался единственным в музейном деле страны, пользовался огромным спросом, было выпущено несколько его изданий.

### Методическая работа
Центральный музей революции в 1980-е гг. как и раньше вел очень большую работу с местными музеями, в которой были активно заняты сотрудники Лаборатории. С начала 1990-х гг. и до конца существования Лаборатории объектами ее научно-методической работы становятся профильные музеи и отделы истории музеев комплексного профиля не зависимо от ведомственной подчиненности и форм собственности. Основная задача в этом направлении состояла в научно-методическом обеспечении жизнедеятельности музеев. Лаборатория оказывала научно-практическую и методическую помощь музеям по всем видам музейной деятельности: научное консультирование профильных музеев по конкретным проблемам; научное рецензирование документации профильных музеев (тематико-экспозиционных планов, статей, научных разработок и пр.); изучался, обобщался, анализировался и распространялся положительный опыт музейной работы профильных музеев. Проводились ежегодные научно-практические конференции по актуальным проблемам музейного дела.
В эти же годы Лаборатория начала проводить социологические и социально-психологические исследования по изучению посетителей. Причем, исследования организовывались не только в самом Музее, но и в других музеях. Например, в 1984—1985 гг. в музеях Дружбы народов в Баку и Кишиневе, в 1992 г. в Петрозаводске.

### АИС «Памятник»
Сотрудники Лаборатории принимали самое активное участие в разработке и внедрении в музейную практику АИС «Памятник». Ими было разработано информационное и лингвистическое обеспечение каталогов «Знамёна» и «Живопись».

## 1990—2015 гг
Кардинальные изменения в жизни страны вначале 1990-х гг. повлияли и на Лабораторию.
В это время в жизни музеев исторического профиля произошли очень важные изменения. Все музеи с изменением идеологической ситуации в стране, естественно, начали менять свои концепции развития и, прежде всего, концепции экспозиций, по новому относиться к своим коллекциям, разрабатывать новые формы работы с посетителями. Сложившаяся ситуация требовала осмысления. Музеи стали искать новые пути, многие оказались в растерянности. К тому же финансирование не увеличивалось. И хотя по Закону 1996 г. музеи оставались не коммерческими организациями, но власти требовали от них получения доходов.
Методические службы, в которых нуждались все региональные музеи страны, остались практически без финансовой поддержки МК СССР, в том числе по этой же причине сократились возможности и для повышения квалификации музейных работников. Теперь уже сотрудники региональных музеев могли повышать свою квалификацию в центральных учреждениях страны только на платной основе. И хотя каждый регион имел курсы, обеспечивающие повышение квалификации сотрудников различных учреждений культуры, в том числе и музеев, но их возможности постепенно сокращались, у них недоставало средств на привлечение специалистов из ведущих музееведческих центров и музеев.
Кафедры музееведения, появившиеся в крупных региональных вузах, не смогли обеспечить потребности в методической работе. В этой ситуации большая нагрузка легла на ведущие региональные музеи, которые, однако, также как и центральные музеи, не имели прав образовательных учреждений, а, следовательно, не могли выдавать своим стажерам полноценные документы о прохождении курсов повышения квалификации или стажировок.

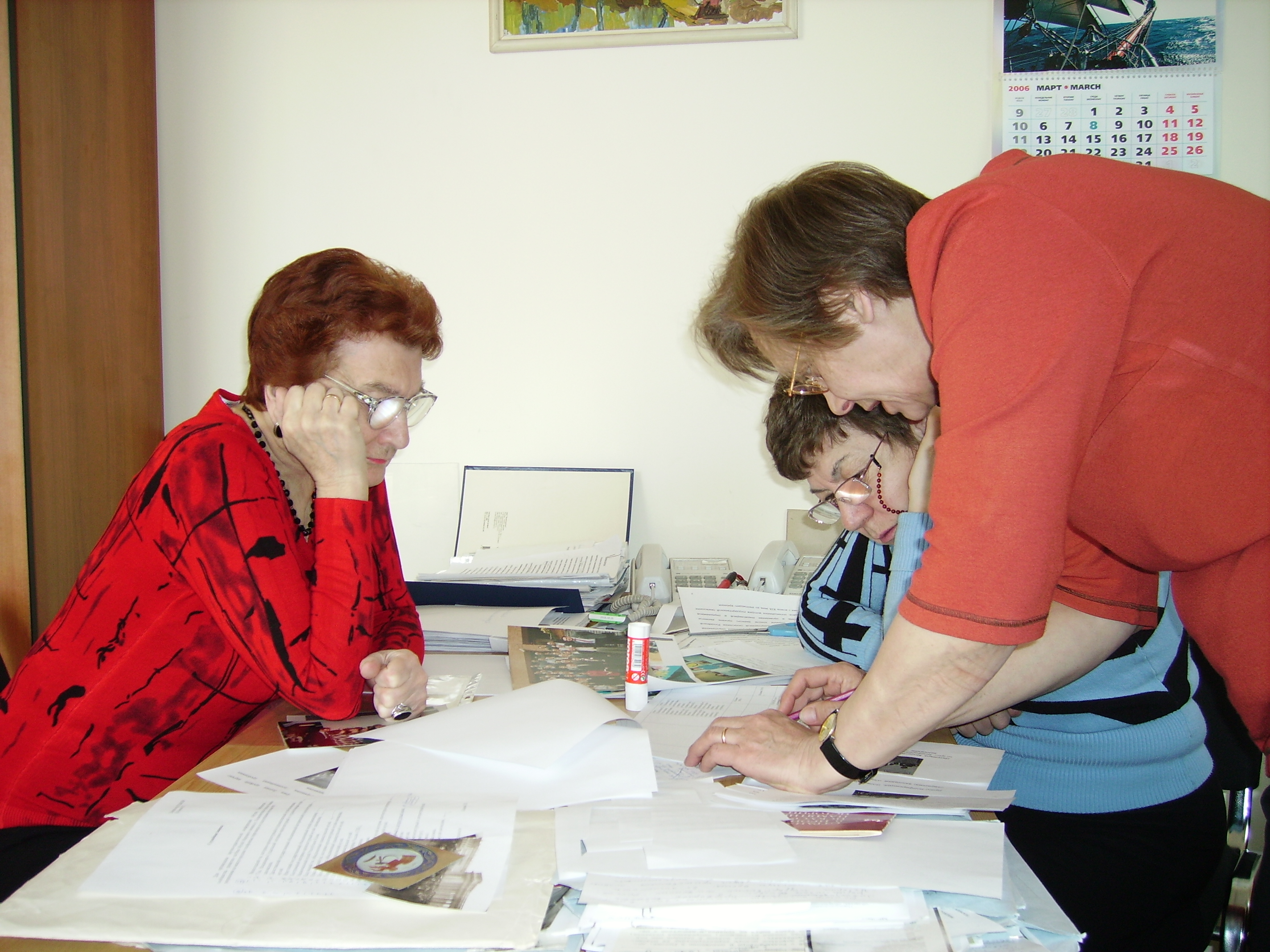
Сотрудники лаборатории музееведения за работой, 2006 год

В 1992 г. выставкой «Россия накануне эры войн и революций» Центральный музей революции СССР расширил хронологические рамки своей экспозиции, начиная с середины XIX в. до сегодняшнего дня, в соответствии с чем в 1998 г. принял название «Государственный центральный музей современной истории России». Это название соответствовало составу его коллекций, содержанию экспозиций и выставок, что определило и работу Лаборатории с другими музеями, хотя ситуация с кадрами в самой Лаборатории по сравнению с советским периодом изменилась.
В начале 1990-х гг. методическая работа Музея изменилась, стала направленной на разработку музееведческих проблем. Пересматривалась роль музеев как культурных и общественных центров, расширения содержания их социальных функций. Перестали выходить рекомендации по содержательному наполнению экспозиций, музей, практически, не работал над созданием периферийных музеев. Единственной работой, осуществленной лабораторией, было завершение в 1993 г. музея Саяно-Шушенской ГЭС.
Число сотрудников сократилось более чем в три раза. Постепенно уходили молодые сотрудники в поисках более оплачиваемой работы и более свободного режима работы, который давал бы больше времени для подработки. Численный состав Лаборатории сократился до 7 человек. Однако все эти годы ее сотрудниками были люди очень опытные, историки по образованию, все тесно связанные с практикой, кандидаты исторических наук. Молодые сотрудники, которые в разные годы приходили в Лабораторию, очень быстро стали профессиональными музееведами.

### Издания
В Лаборатории продолжались научные исследования, подготавливались и издавались сборники научных трудов. Лаборатория стала выпускать серию «Проблемы теории, истории и методики музейной работы».

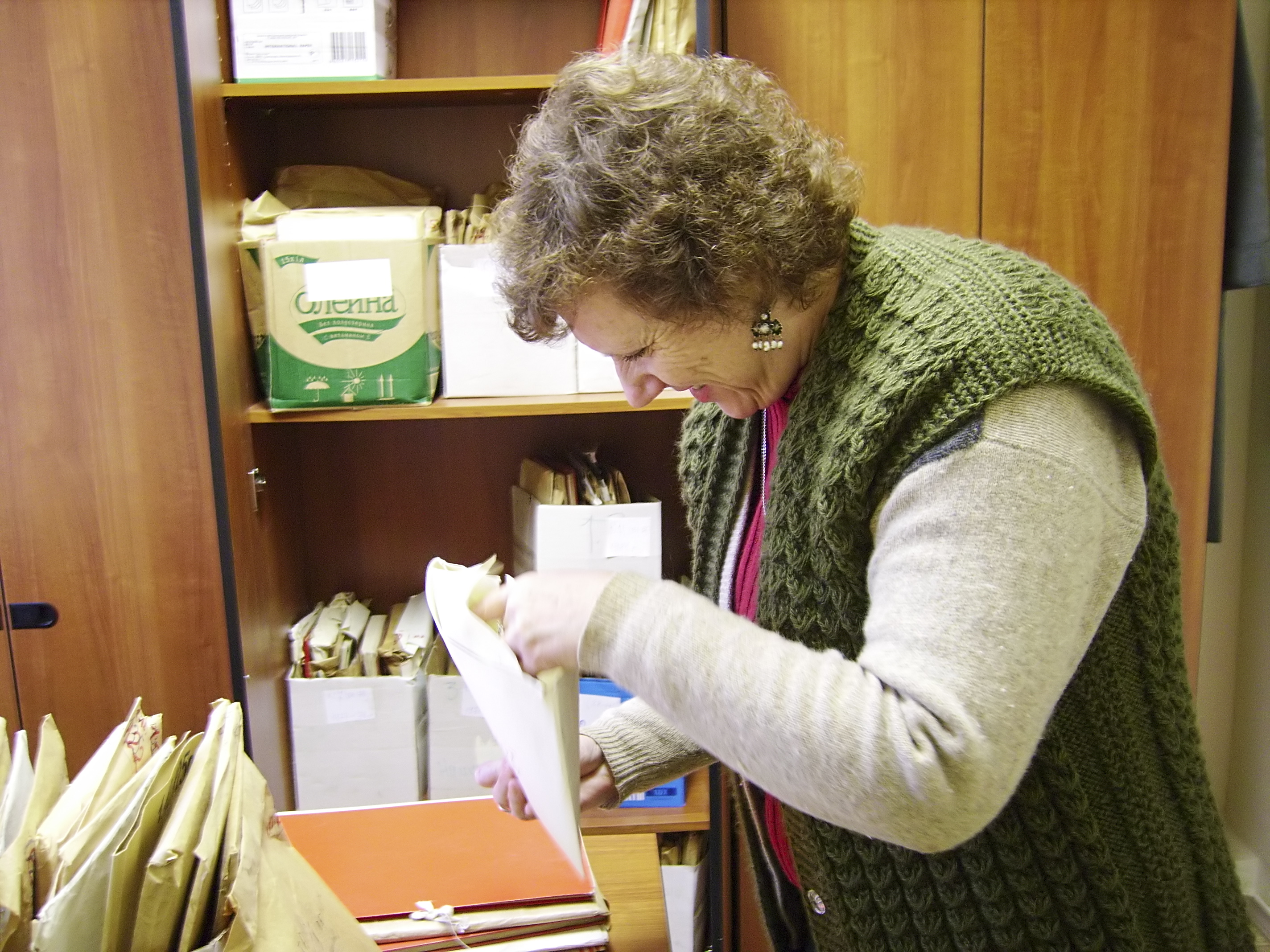
Дмитриева Евгения Яковлевна, заведующая Методическим кабинетом Лаборатории музееведения в 2002—2015 годах

За 2000—2014 гг. было выпущено 27 изданий. В том числе в 2010 г. было осуществлено второе издание терминологического словаря. Он включил 700 терминов, активно используемых в музееведении и музейной практике, максимально дополнен новыми терминами и понятиями, появившимися в музейном деле в конце ХХ — начале XXI вв. В нем учтены новые направления музейной деятельности, различные формы собственности на музейные предметы, новые понятия, такие, например, как оперативное управление, учредитель и др., из него исключены устаревшие термины. Авторский коллектив включал весь состав Лаборатории.
Работа активизировалась, особенно, когда в 1992 г. в состав лаборатории музееведения вошел научно-методический отдел. В 1995—2015-х гг. Лаборатория значительно расширила создание рекомендаций и пособий по важнейшим практическим проблемам деятельности музеев. Всего за это время для музеев исторического профиля было подготовлено и издано 19 методических пособий, некоторые из которых дважды дополнялись в соответствии с требованиями времени и переиздавались. Они касались научно-фондовой, научно-методической работы, описания письменных и вещественных источников, измерения эффективности экспозиции, использования текстов в экспозициях и др.
Очень востребованными оказались рекомендации по научно-фондовой работе музеев, в том числе по описанию различных музейных предметов (М. Е. Кучеренко, Л. Н. Годунова, Л. П. Брюшкова, Г. К. Ольшевская); были выпущены пособия и по проблемам экспозиционной работы (Л. И. Арапова, Г. К. Ольшевская), научной и научно-методической работы, издательской деятельности музеев. Были разработаны и рекомендации для школьных музеев (Денисова Е. В.).

### Семинары и конференции

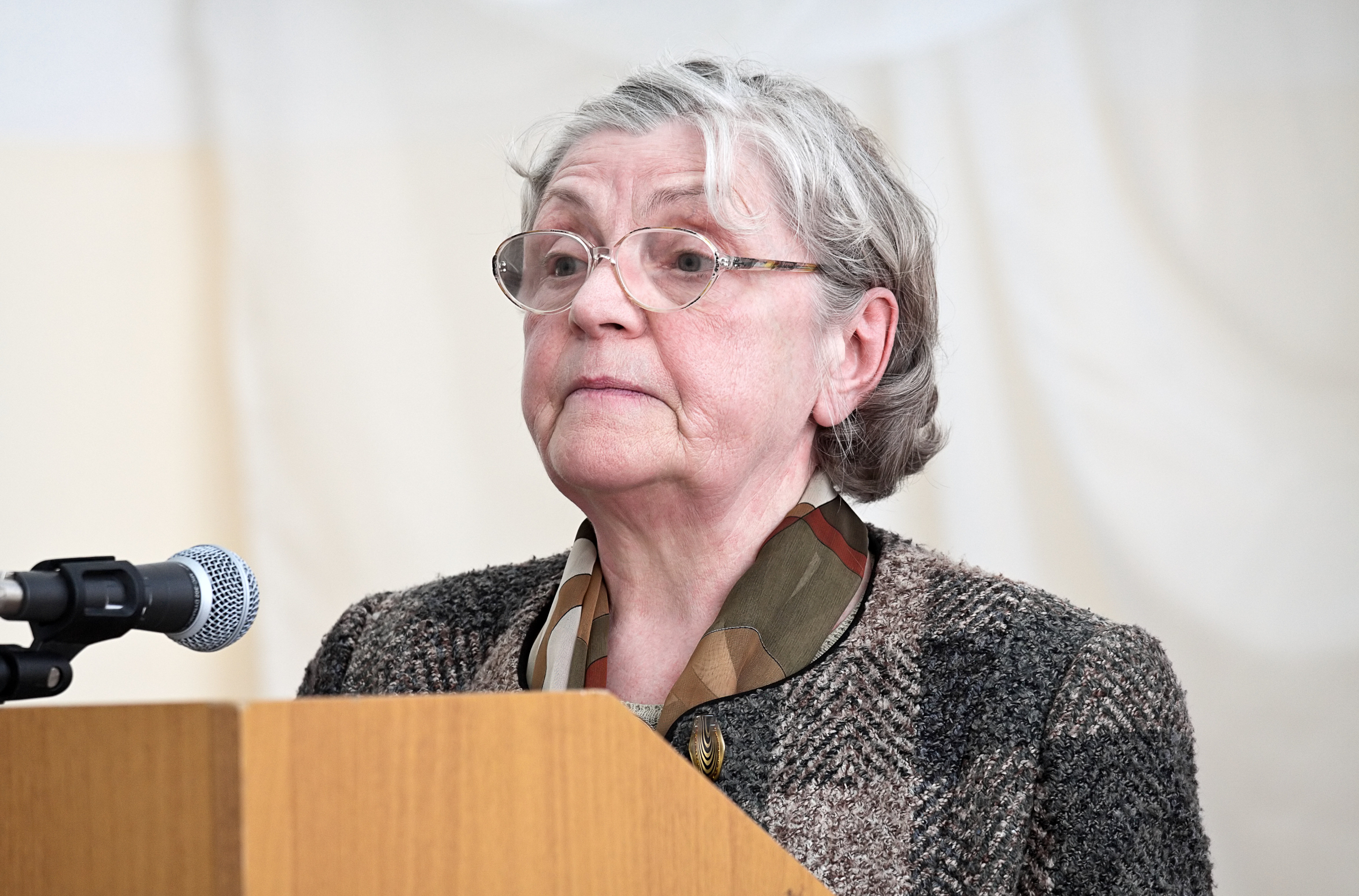
Брюшкова Любовь Петровна, сотрудник Лаборатории музееведения ГЦМСИР в 2011—2013-х годах

Ежегодно продолжали проводиться научно-практические конференции и семинары по актуальным вопросам теоретического и прикладного музееведения как на базе ГЦМСИР, так и выездные, все материалы которых публиковались, рассылались авторам и поступали в продажу.
В них рассматривались проблемы места музея в обществе и культурной жизни регионов («Музей как центр культуры региона», 1997 г., г. Орёл; «Музей и традиции», 1996 г., гг. Москва, Саратов; «Роль музеев в решении проблем межкультурного общения», 1998 г. г. Екатеринбург; «Музей между миссией и рынком», 2002 г., г. Пенза; «Роль музеев в формировании культурного пространства и имиджа региона», 2004 г., г. Ростов-на-Дону; «Современный музей в контексте межкультурной коммуникации», 2010 г., г. Астрахань); взаимоотношений музеев и художников (в 2001 г. на базе выставки художественных проектов экспозиций и выставок музеев состоялась научно-практическая конференция музейных работников России и художников по теме «Художник и музей: шаг в третье тысячелетие»); патриотического и интернационального воспитания музейными средствами (2000 г., 2003 г., 2005 г.), работы музеев с детской и взрослой аудиторией (1995 г., г. Москва, Сыктывкар).
В 1993 году в городе Йошкар-Ола было проведено совещание директоров музеев суверенных республик по обсуждению «Положения о национальном музее», подготовленного Лабораторией.
Обсуждались и проблемы, вошедшие в музейную практику в последние годы. Например: «Музеи. Партнерство — сообщества — развитие», 2006 г.; «Человек — семья — отечество. Проблемы музейной интерпретации», 2011 г., г. Чебоксары; «Виртуальный мир музеев», 2012 г., г. Ханты-Мансийск.
На конференциях обсуждались не только общие вопросы музееведения и задачи музеев, но и актуальные практические проблемы, волновавшие и музейных работников все эти годы. Так состоялись научно-практические конференции музейных работников России «Современная отечественная история в музеях» (в 1999 г., в гг. Москве и Иваново; в 2003 г. в г.Вологда; «Современные экспозиции исторического профиля. Традиции и инновации» — в г. Орле, 2012 г.; «Комплектование фондов музеев: проблемы формирования, использования и сохранности» в 2014 г., г.Тамбов; музееведческий семинар «Формирование фондов музея по периоду современной отечественной истории России. 2 пол. ХХ — XXI вв.» в г. Москве в 2003 г.; в 2005 г. — научно-практический семинар с участием сотрудников Министерства культуры России по включению в музейное собрание и учету музейных предметов в г. Москве).
Участниками конференций обычно являлись представители 30-40 музеев России. Как и в предыдущие годы, большая часть конференций проводилась на базе различных регионов. Для музеев каждого региона такая конференция становилась событием, так как на нее приглашались все музеи вне зависимости от профиля и подчиненности. Ценность таких конференций с участием разнопрофильных и разноуровневых музеев заключалась в возможности консолидации их усилий в развитии музейного дела, а также обмене опытом между небольшими и крупнейшими музеями страны, которые определяли многие направления развития музейного дела. Сотрудники Лаборатории участвовали также в работе конференций профильных музеев в стране и за рубежом.
Кроме того, в самом ГЦМСИР Лабораторией ежегодно организовывались внутримузейные «Декабрьские научные чтения», часто с привлечением ведущих историков страны, посвященные музейной презентации различных исторических проблем, изучению фондовых коллекций музея, экспозиционной и выставочной работе музея по различным темам.
Все материалы исследований, научно-практических конференций и чтений были изданы. В научных сборниках публиковались статьи музееведов и историков, выступления участников конференций, шел обмен мнениями. При этом по большей части на Лабораторию возлагалось научное редактирование не только своих работ, но большинства выпущенных Музеем сборников научных трудов.

### Социологические исследования
Лаборатория продолжала проводить социологические и социально-психологические исследования по изучению посетителей Музея. Изучались возможности посетителей различных категорий по восприятию экспозиций и выставок музея, музейных предметов, комплексов и текстов, размещенных в экспозициях, музейных экскурсий и мероприятий и др. Исследования по теме «Музей и посетитель», преимущественно направленные на наиболее полное использование образовательных возможностей музея, проводились до конца работы Лаборатории.
По теме «Социологические исследования в музее» в 2004 г. Лабораторией была проведена конференция московских музеев разных профилей, а также конференция российских музеев «Музейная коммуникация» (2001 г., г. Самара). По итогом обеих конференций были выпущены соответствующие сборники.

### Подготовка кадров
Профессиональные возможности и высокая квалификация сотрудников Лаборатории, ее музееведческие исследования, огромные наработки во всех направлениях деятельности — экспозиционной, фондовой, просветительной, методической, позволили вести работу по подготовке специалистов — музеологов высшего звена. В 1994 г. на базе Центрального музея революции СССР и силами его специалистов начала работать на основе разработанной Лабораторией программы кафедра музееведения Государственной академии сферы быта и услуг. В четырехгодичный курс обучения входили лекции по теории и методике музейного дела, которые читали сотрудники Лаборатории, и практические занятия, проводимые как сотрудниками Лаборатории, так и специалистами Музея. Было произведено два выпуска студентов. Некоторые из них остались работать в Музее.

### Стажировки по повышению квалификации
Одним из постоянных направлений деятельности Лаборатории оставалось повышение квалификации кадров музейных работников, для чего дважды в год на базе ГЦМСИР проводились профессиональные стажировки по всем основным направления деятельности музеев. Их участниками являлись не только сотрудники музеев исторического профиля, но и представители других профильных групп музеев — литературных, архитектурных, комплексного профиля, ведомственных и общественных.
В программе занятий была теория и практика. Наравне с лекциями и семинарами по актуальным проблемам музейной работы, которые проводила Лаборатория силами своих сотрудников, в учебный процесс были включены и сотрудники всех ведущих отделов Музея. В программу включалось 29 лекций и семинаров. Кроме того в программу стажировок входило знакомство учащихся с лучшими практическими работами всех направлений не только ГЦМСИР, но и разнопрофильных московских музеев (Дарвиновский музей, музей-панорама «Бородинская битва», музей А. С. Пушкина, Центральный музей ВОВ, музей-заповедник «Царицыно», Мемориальный музей космонавтики, Музей истории Москвы, Государственный литературный музей, Еврейский музей и центр толерантности и др.). В 2000-е гг. в стажировках приняли участие 505 человек из 226 музеев различных регионов страны. Руководство и сотрудники московских музеев всегда предоставляли возможность стажерам Лаборатории встретиться с авторами наиболее интересных работ.
Сотрудники Лаборатории участвовали и в работе региональных курсов повышения квалификации: выезжали в Тулу, Нижний Новгород, Калугу, Брянск, Архангельск, Ростов-на-Дону, Якутск, Южно-Сахалинск, Анадырь, Ярославль и др. Старались никогда не отказывать просьбам музейных работников в проведении индивидуальных стажировок, консультировании, рецензировании научных работ и пр.

### Школа юного музееведа
В 1993 г. сотрудники Лаборатории разработали и в течение 9 лет вели факультатив «Музей и школа. Школа юного музееведа». В программу входили восемь полуторачасовых занятий в Музее по основным направлениям деятельности школьных музеев. Занятия проводились в течение учебного года и были рассчитанных на школьников, работающих в этих музеях.
Затем эта школа была преобразована в стажировки, включавшие 11 лекций и семинаров для руководителей музеев образовательных учреждений. Занятия проводились два раза в год с 2008 до 2014 г. включительно. На них рассматривались вопросы создания школьных музеев, методика основных направлений их деятельности, основная литература.

### Проектная работа
В 2002—2006 гг. — Лаборатория стала организатором и куратором общероссийского выставочного музейного проекта «История XX века в отечественных музеях». В рамках этого проекта на площадках ГЦМСИР демонстрировалось 10 выставок крупнейших региональных музеев России, в том числе Самарского историко-краеведческого, Саратовского краеведческого, Национального художественного музея Республики Саха (Якутия), музея «Пермь-36» и др.
С начала 2000-х гг. на Лабораторию стало возлагаться гораздо больше работ, направленных на жизнь самого Музея. Ее сотрудники принимали самое активное участие в деятельности ГЦМСИР: были постоянными членами Ученого и научно-методического совета Музея, экспертной фондово-закупочной комиссии, участвовали в создании разделов экспозиции Музея и различных выставок. Сотрудниками Лаборатории были разработаны, а затем приняты на Ученом совете три новые концепции: развития Музея, его фондов и музейной экспозиции.

### Разработка концепций музея

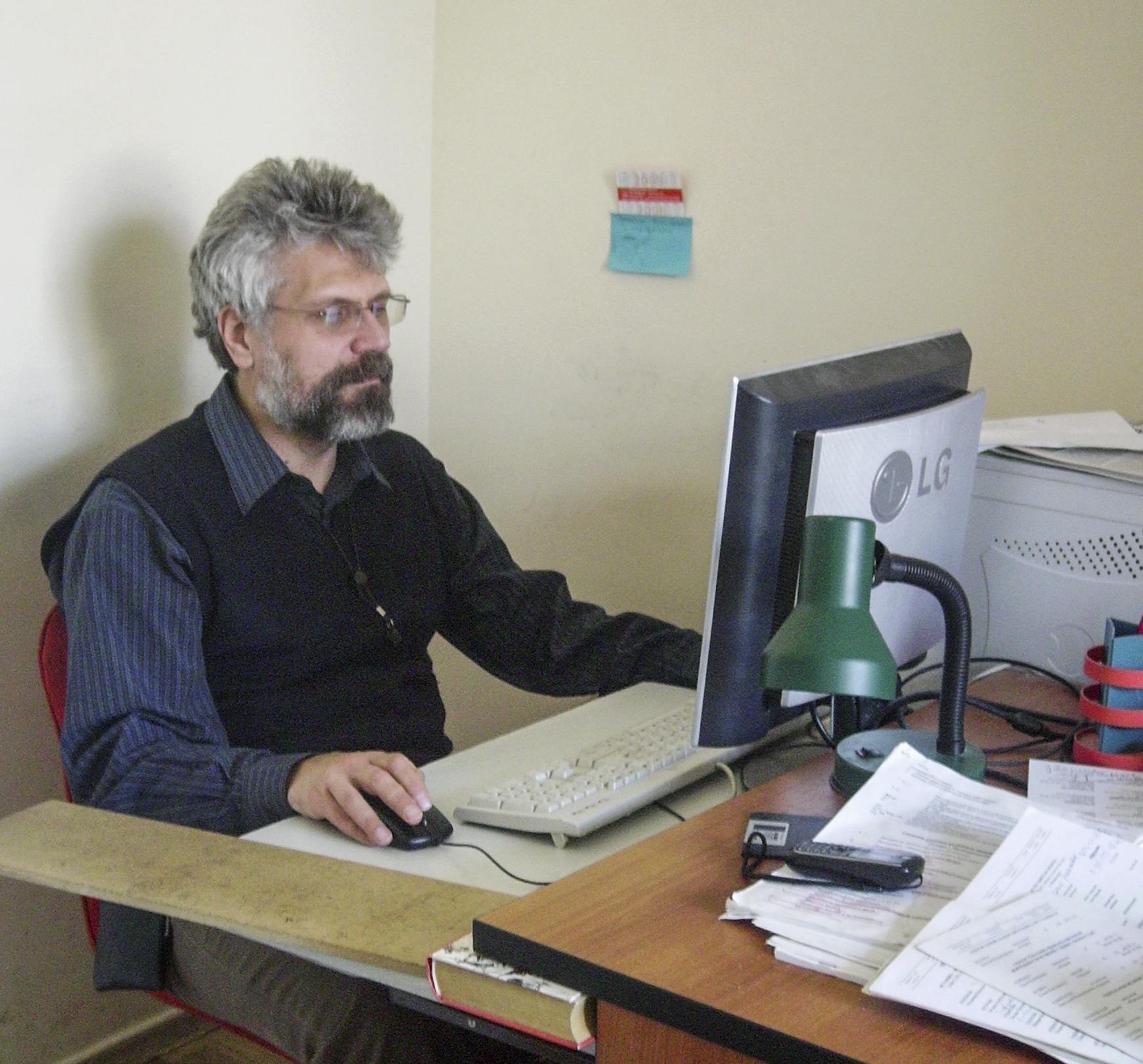
Балакирев Александр Сергеевич, сотрудник Лаборатории музееведения ГЦМСИР

В 2002 г. была утверждена разработанная сотрудниками Лаборатории новая научная концепция развития музея (авторы Г. К. Ольшевская, А. С. Балакирев), рассчитанная на 10 лет. В соответствии с ней Музей видел свой вклад в формирование и поддержание исторического сознания общества во всемерном обогащении и сохранении коллекций, в максимально полном и всестороннем их использовании в целях утверждения в обществе объективного понимания событий и явлений прошлого и настоящего.
В 2004 году на основе концепции развития этими же авторами была разработана и принята Ученым советом, дирекцией и коллективом Музея научная концепция экспозиции, на базе которой в Музее была построена новая экспозиция, хронологические рамки которой включили период с середины XIX в. до 2000 г. XXI век был представлен в выставках. Цель экспозиции — показать события российской истории как сложный и противоречивый процесс, в котором действовали люди с различными мировоззрениями, политическими взглядами и устремлениями, различных национальностей. В сюжетах экспозиции стали широко использоваться материалы, характеризующие не только «героев», но и людей различных сословий и национальностей, их быт, участие в крупнейших исторических событиях, происходивших в нашей стране, их культуру и менталитет.
В 2005 году сотрудниками Лаборатории Г. К. Ольшевской и А. С. Балакиревым была разработана и одобрена Ученым советом концепция развития и основные направления комплектования фондов музея до 2017 г., результаты реализации которой были подведены специалистами Лаборатории в научно-аналитических справках и обсуждены на научно-методическом совете в феврале 2015 г.
С 2013 г. Музей приступил к разработке новой концепции своего развития. Координация этой работы была поручена Лаборатории. В создании концепции участвовали все подразделения Музея, она обсуждалась на Ученом совете Музея и была им в основном одобрена. Однако административные изменения, произошедшие в 2014 г. в Музее, несколько изменили ее содержание и формы работы над ней.

### Поиск утраченных во время 2-й мировой войны культурных ценностей
В последние годы существования Лаборатории в ней появилось еще одно направление деятельности. По решению Министерства культуры РФ она стала заниматься проблемой поиска и возвращения культурных ценностей России, утраченных и похищенных в годы Второй мировой войны. Самым значительным в этом направлении было продолжение работы по подготовке «Сводного каталога культурных ценностей России, похищенных и утраченных в период Второй мировой войны». Размещенные в вышедших томах Сводного каталога перечни свыше 1 млн наименований утраченных 70 лет назад культурных ценностей — итог кропотливой работы российских музейщиков. Куратором и составителем каталога был ст. научный сотрудник Лаборатории Никандров Н. И. Для этого были изучены тысячи свидетельств российских и зарубежных архивов, комплексы учетных документов музеев, отражающих или указывающих на судьбу каждого пропавшего музейного предмета. Исследования потерь коснулись в основном фондов 20 художественных музеев и картинных галерей России. Свыше 100 пострадавших, в основном хранилищ краеведческих музеев, ждут своей очереди. С 2010 по 2014 гг. были подготовлены для издания 17 томов каталога (на русском и английском языках).
В помощь работникам музеев в 2012 году Николаем Ивановичем Никандровым в соответствии с планом работы Лаборатории были разработаны методические рекомендации по организации поиска потерь.
Лабораторией был также подготовлен и выпущен сборник статей «Культурные ценности — свидетели и жертвы войны. Проблемы поиска и возвращения», материалы для которого и соответствующие статьи предоставили музеи, пострадавшие в годы войны. К юбилею Победы 2015 г. готовилась специальная межмузейная выставка по этой проблеме, на которую в 2014 г. не были выделены финансы. С роспуском Лаборатории работа над темой потерь в Музее прекратилась.

## Прекращение деятельности
27 февраля 2015 г. Лаборатория музееведения, на которую в соответствии с Уставом Музея возлагалось выполнение обязанностей научно-методической базы Министерства культуры России, методического центра Российской Федерации по оказанию научно-методической помощи в области новейшей отечественной истории музеям исторического профиля и отделам истории краеведческих музеев Российской Федерации, была ликвидирована в соответствии с приказом N 667 «О внесении изменений в штатное расписание», подписанным генеральным директором музея 23.12.2014 г.
Решение о полном прекращении деятельности Лаборатории и сокращении всех сотрудников было неожиданным, не объяснимым, так как вся ее деятельность была направлена на выполнение задач научно-методического центра, она оказывала большое влияние и на деятельность самого Музея. Ее работы позволили расширить круг исследования музееведческих проблем, способствовали созданию основополагающих документов деятельности музея.

Важная функция Музея современной истории России как научно-методического музееведческого центра (см. Устав музея), выполнявшаяся Лабораторией, с ее ликвидацией становится в полном объеме невыполнимой.